# Jabăltjevo
Jabăltjevo (bulgariska: Ябълчево) är ett distrikt i Bulgarien.   Det ligger i kommunen Obsjtina Ruen och regionen Burgas, i den östra delen av landet, 300 km öster om huvudstaden Sofia.